# Chaussée de la Muette
La chaussée de la Muette est une voie du 16e arrondissement de Paris, en France.

## Situation et accès
Elle prolonge la rue de Passy jusqu'au jardin du Ranelagh. Elle comporte deux segments :
- Un premier, à l'est, loti d'immeubles, qui commence au croisement de la rue de Boulainvilliers et de l'avenue Paul-Doumer et qui va jusqu'à l'ancienne gare de Passy-la-Muette.
- Un second, à l'ouest, non loti, qui commence au niveau de l'ancienne gare pour se poursuivre au sein du jardin du Ranelagh, se terminant à l'angle des avenues Ingres et Prudhon. Historiquement, il s'agit d'une zone non ædificandi, créée au-delà des grilles (disparues) de ce qui était autrefois le parc de la Muette, afin d'y empêcher toute construction et d'y aménager des parterres d'agrément.

Le premier segment est séparé par des voies aux centre desquelles se trouve un terre-plein.
Elle est desservie par la ligne 9, à la station La Muette.

## Origine du nom
Elle doit son nom à la proximité du château de la Muette, situé légèrement au nord-ouest de celle-ci. Avant sa reconstruction dans les années 1910-1920 et le lotissement de son parc, le château avait son portail d'entrée au 20, chaussée de la Muette. L'origine du nom vient de cette proximité, le nom de « muettes » étant attribué aux maisons servant à conserver les mues de cerfs et à remiser les oiseaux de fauconnerie pendant toute cette période de mue. Sous l'Ancien Régime, le château était en effet un relais de chasse.

## Historique
La chaussée fait historiquement partie des voies de Passy, commune rattachée à Paris en 1859. Elle est officiellement classée dans la voirie parisienne en 1863.
Elle se situe dans le prolongement de la rue de Passy, dont elle était autrefois séparée par une grille, déplacée ensuite jusqu'à la station de Passy du chemin de fer d'Auteuil puis supprimée en 1860. En 1865, la partie la plus occidentale de la chaussée disparaît afin d'aménager les avenues Raphaël et Prudhon, donnant à la voie sont périmètre actuel.
Une gravure réalisée vers 1860, figurant le premier embarcadère de la gare et la chaussée de la Muette, est reproduite dans le Dictionnaire historique des rues de Paris de Jacques Hillairet.
Le sous-sol de la chaussée de la Muette est traversée par deux voies ferrées :
- La première est de nos jours désaffectée. Elle faisait partie de la ligne de Petite Ceinture (ligne d'Auteuil) et permettait de rejoindre, au sud la gare d'Auteuil, au nord la gare Saint-Lazare[1]. Les voies cessaient d'être souterraines à la sortie de la gare de Passy-la-Muette, au niveau du jardin du Ranelagh ; il s'agit depuis 2007 d'une promenade plantée, la Petite Ceinture du 16e.
- La seconde faisait à l'origine partie du « raccordement de Boulainvilliers » de la ligne des Invalides[1]. Dans les années 1980, elle intègre le RER C (ligne d'Ermont - Eaubonne à Champ-de-Mars).

Dans la première partie du XXe siècle, un kiosque se trouvait sur le terre-plein central de la chaussée.

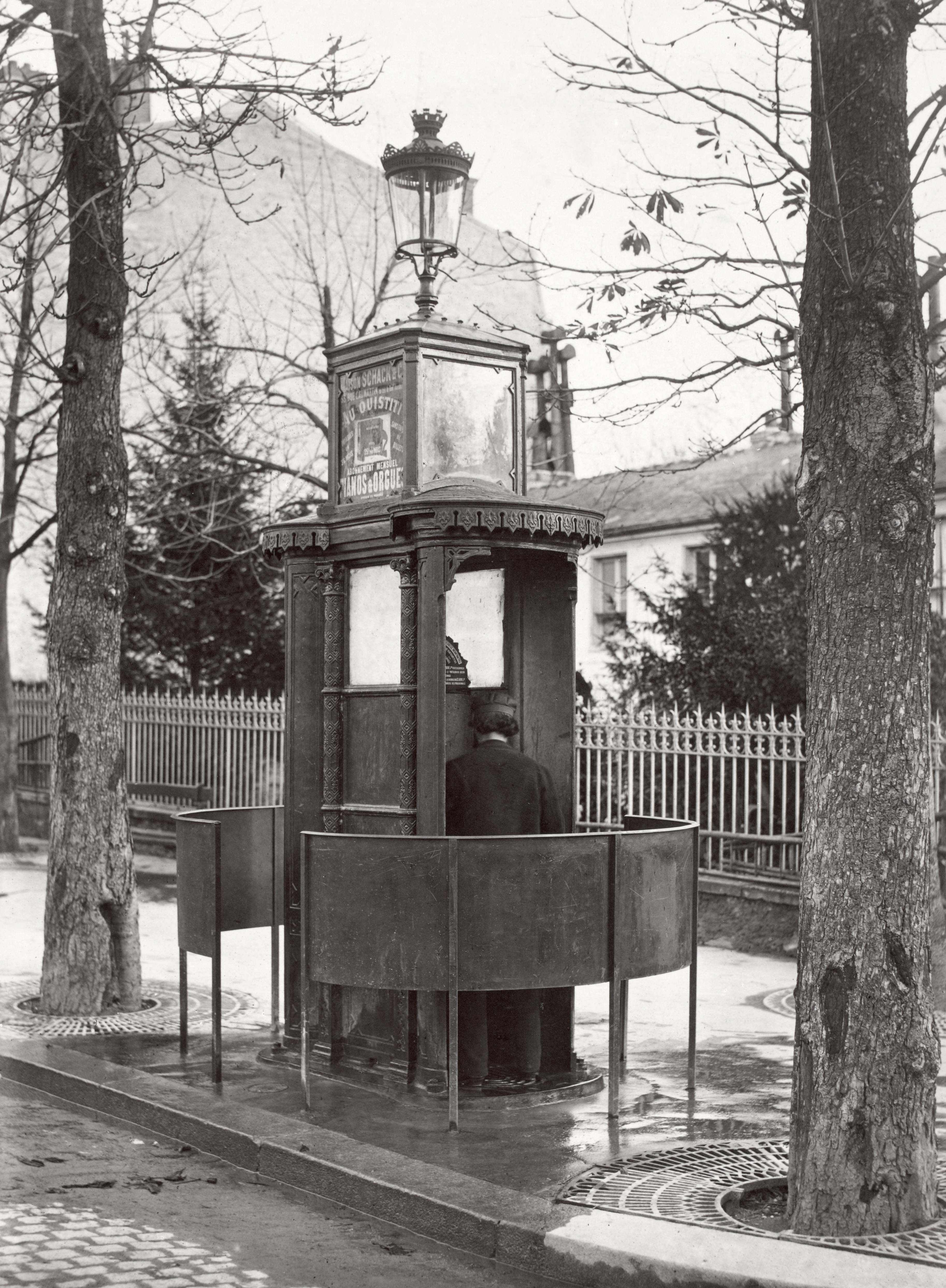
Urinoir, chaussée de la Muette (vers 1865).
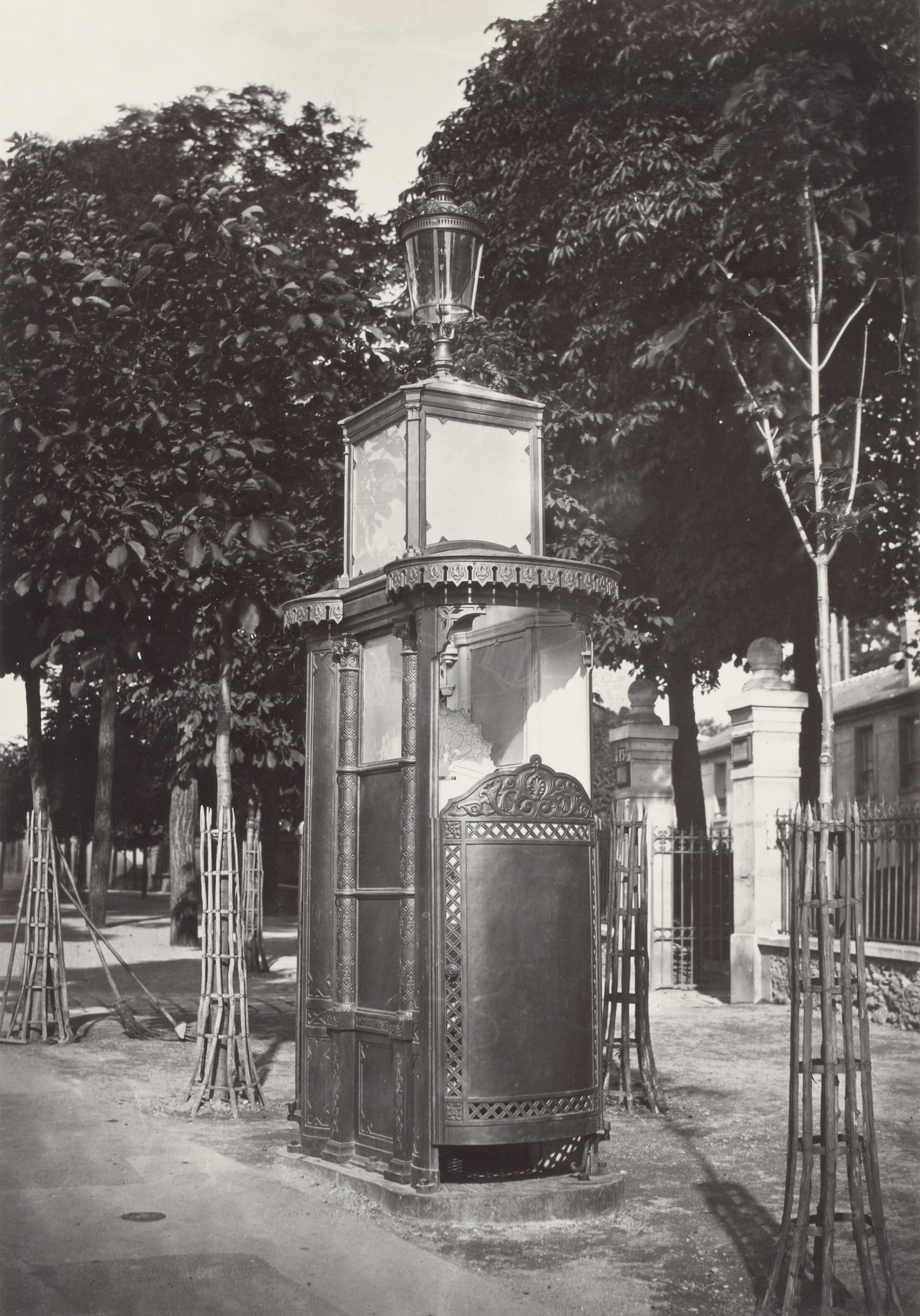
Urinoir chaussée de la Muette (vers 1865).
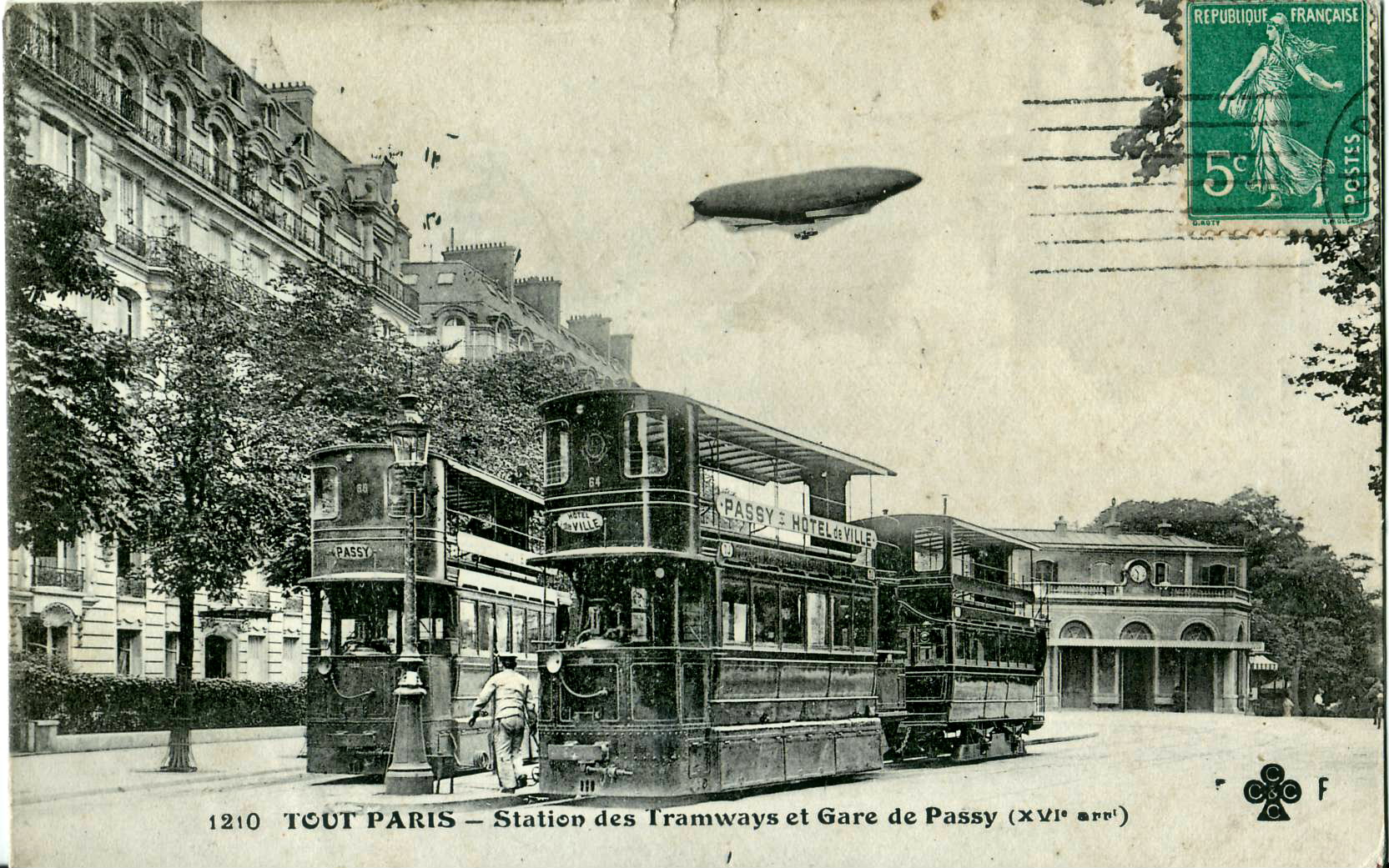
La gare de la porte de Passy et la station des tramways à vapeur (vers 1900).

## Bâtiments remarquables et lieux de mémoire
- No 1, au croisement avec la rue de Boulainvilliers et l'avenue Mozart : boutique Chanel depuis 2024[3].
- No 8 : domicile de l'écrivain Henry Bordeaux. Il y vit pendant vingt-cinq ans et y meurt le 29 mars 1963. Une plaque commémorative lui rend hommage, inaugurée par l'académicien Antoine de Lévis-Mirepoix en 1973[4].
- No 10 : ancien hôtel-restaurant du Parc de la Muette[5],[6]. Le dramaturge Albert Guinon résidait à cette adresse en 1921[7]. En 1925, Paris-Soir écrit : « Ouverture d'un bar de nuit, le seul dans Passy »[8].
- No 11 : immeuble réalisé par Émile Thion en 1899[9]. Le général et résistant Charles Delestraint est arrêté devant, à la sortie de la station de métro, le 9 juin 1943. Une plaque lui rend hommage.
- No 12 : la brasserie La Rotonde de la Muette est référencée à cette adresse depuis 1899[10]. La décoration intérieure en a été revue en 2017 par l’agence new-yorkaise Roman and Williams[11].

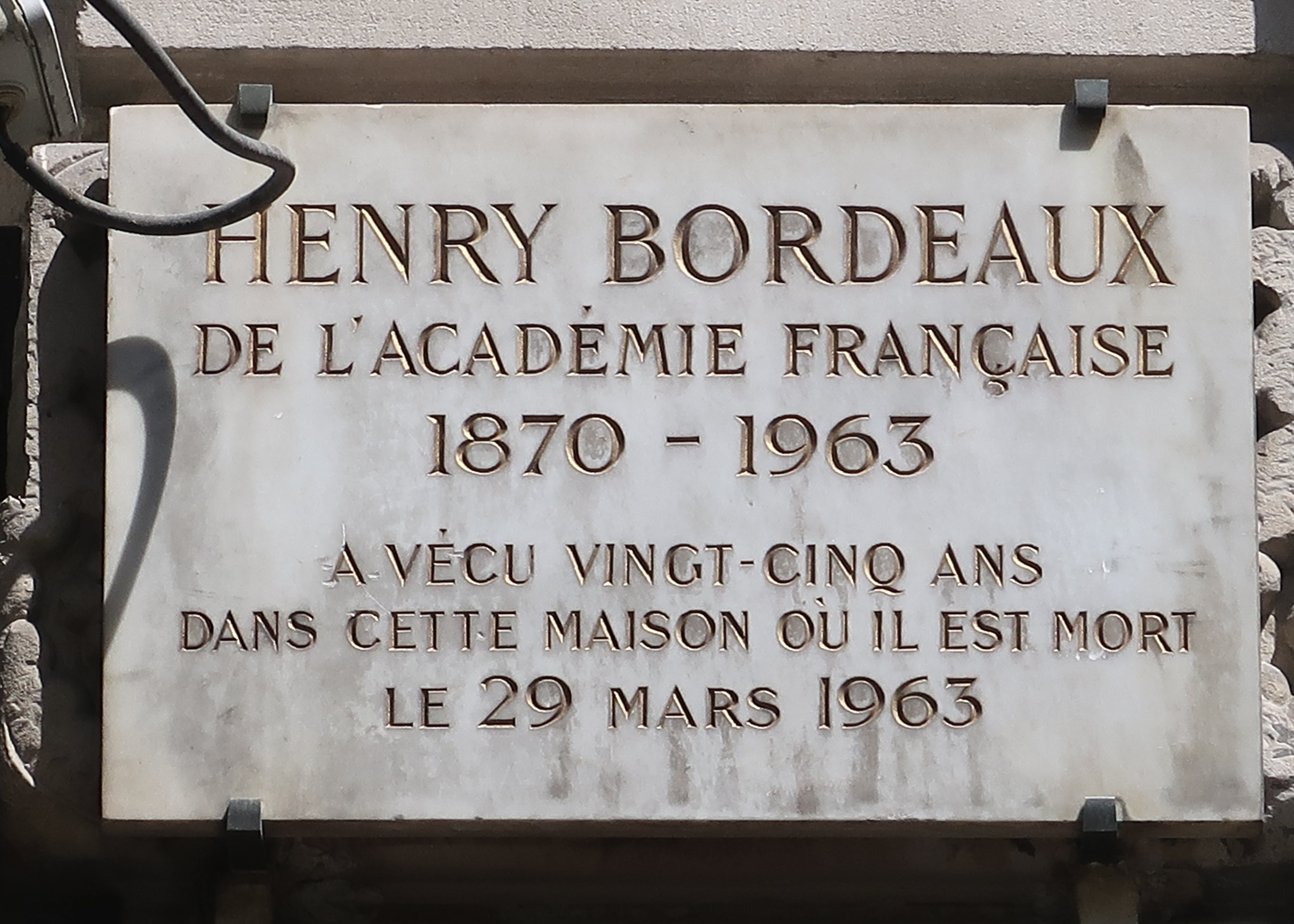
Plaque au no 8.
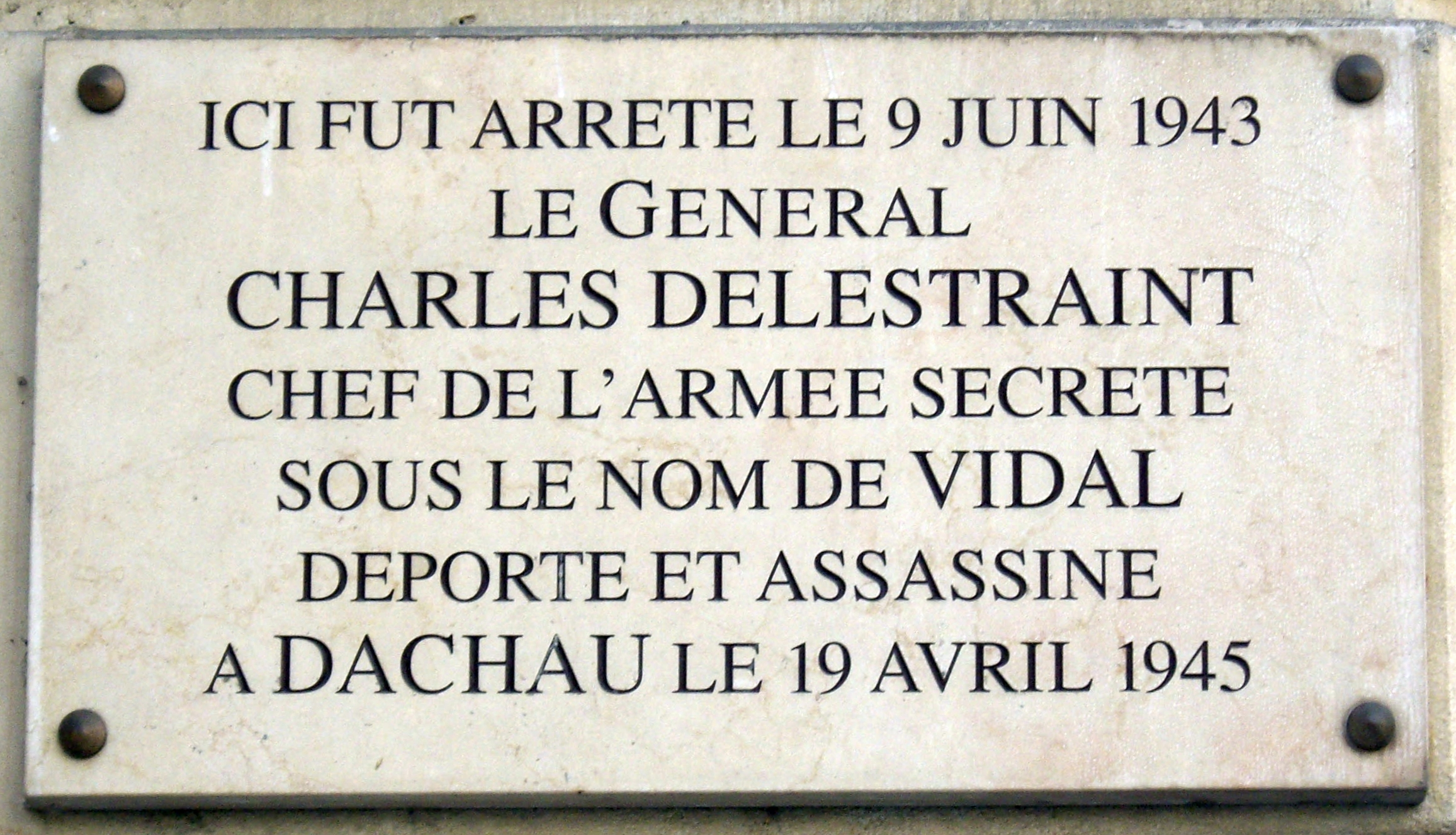
Plaque au no 11.

- No 16 : Maurice Sand avait là son théâtre de marionnettes, dans un appartement qu'il avait loué en 1853[12].
- No 17 : par suite de la rupture de l’échafaudage, un ouvrier maçon se tue lors de la construction de cet immeuble, en 1902[13]. L’homme politique Léon Chenebenoit (1861-1930), sénateur de l’Aisne, y a résidé et y est décédé[14]. La comédienne et femme de lettres Rosemonde Gérard (1866-1953), épouse de Edmond Rostand, vivait à cette adresse avec son fils Maurice. Elle y est décédée le 8 juillet 1953[15]. L’actrice Caroline Cellier (1945-2020) habitait à cette adresse[16].
- No 19 : gare de Passy-la-Muette, sur l'ancienne ligne de Petite Ceinture. Ouverte en 1864, elle a été transformée en restaurant dans les années 1980[17].
- No 20 (angle rue d’Andigné) : immeuble de cinq étages de style Art déco construit dans les années 1920 par l’architecte Charles Labro[18], dont on remarque la cage d'escalier surmontée d'une loge[19].
- Le peintre Camille Pissarro, originaire des Antilles danoises, vient étudier à Paris en octobre 1855, année de l'Exposition universelle, et s'installe avec sa famille chaussée de la Muette[20].

- Petite Ceinture du 16e.

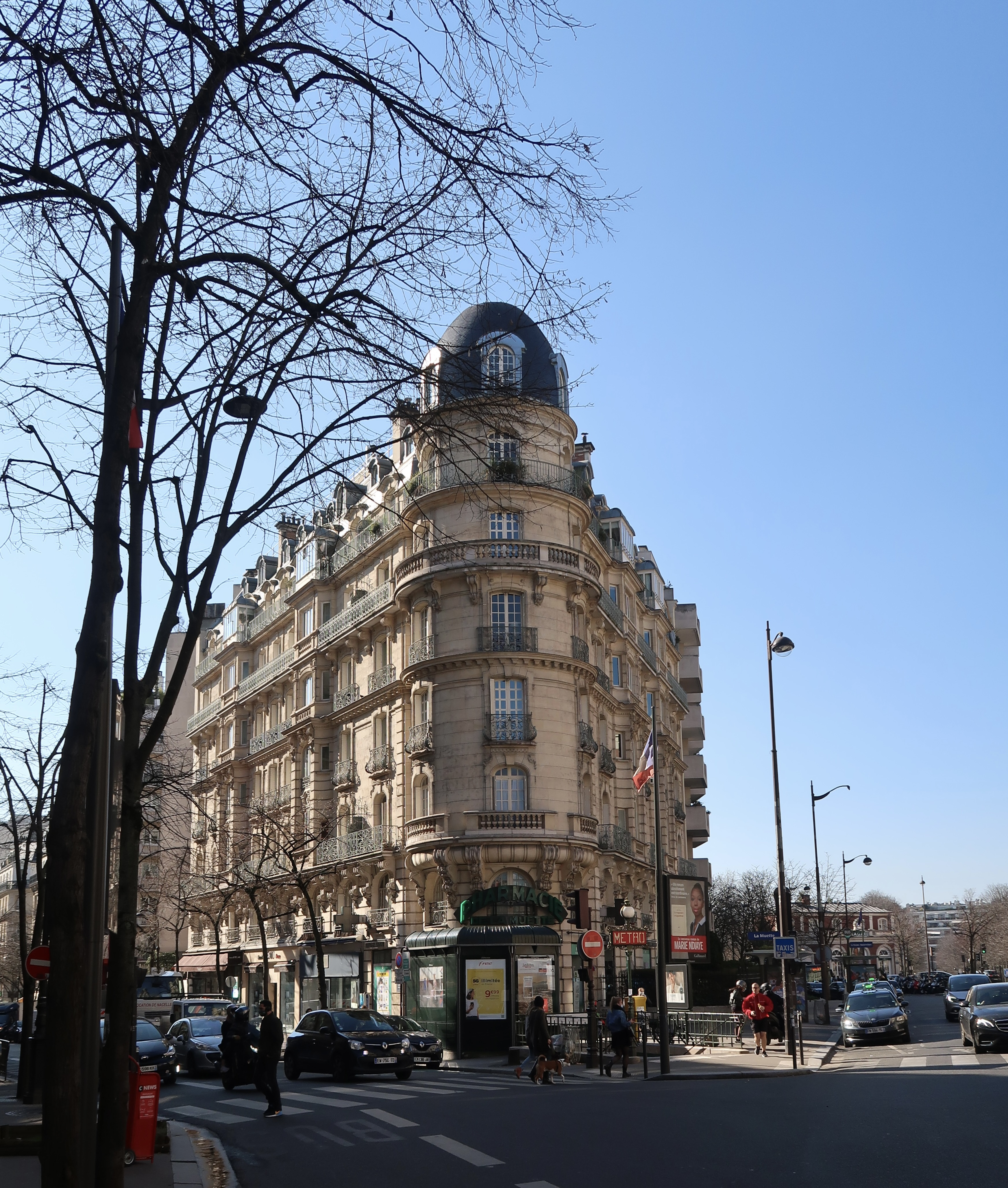
Au croisement avec l'avenue Mozart.
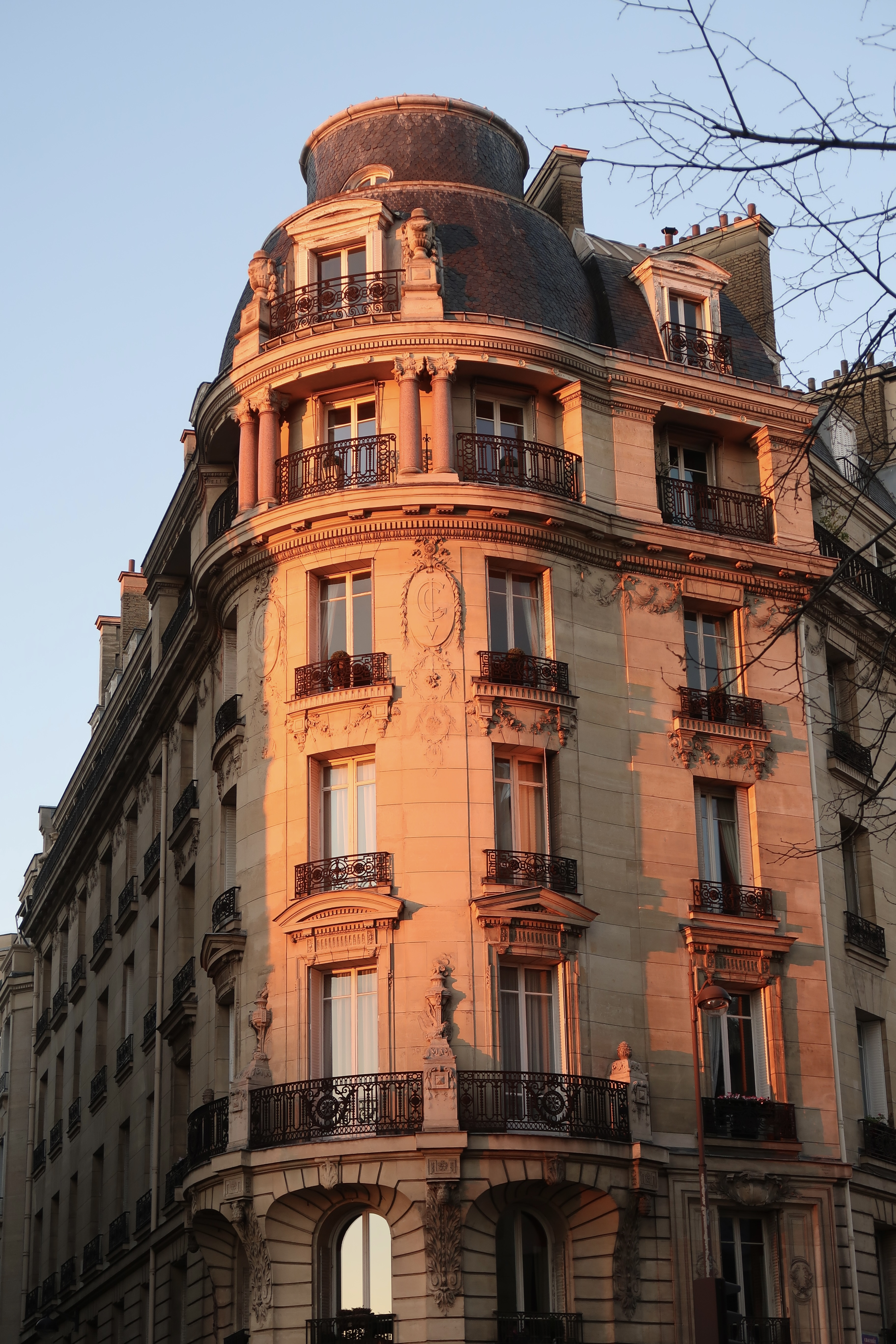
Au croisement avec la rue François-Ponsard.
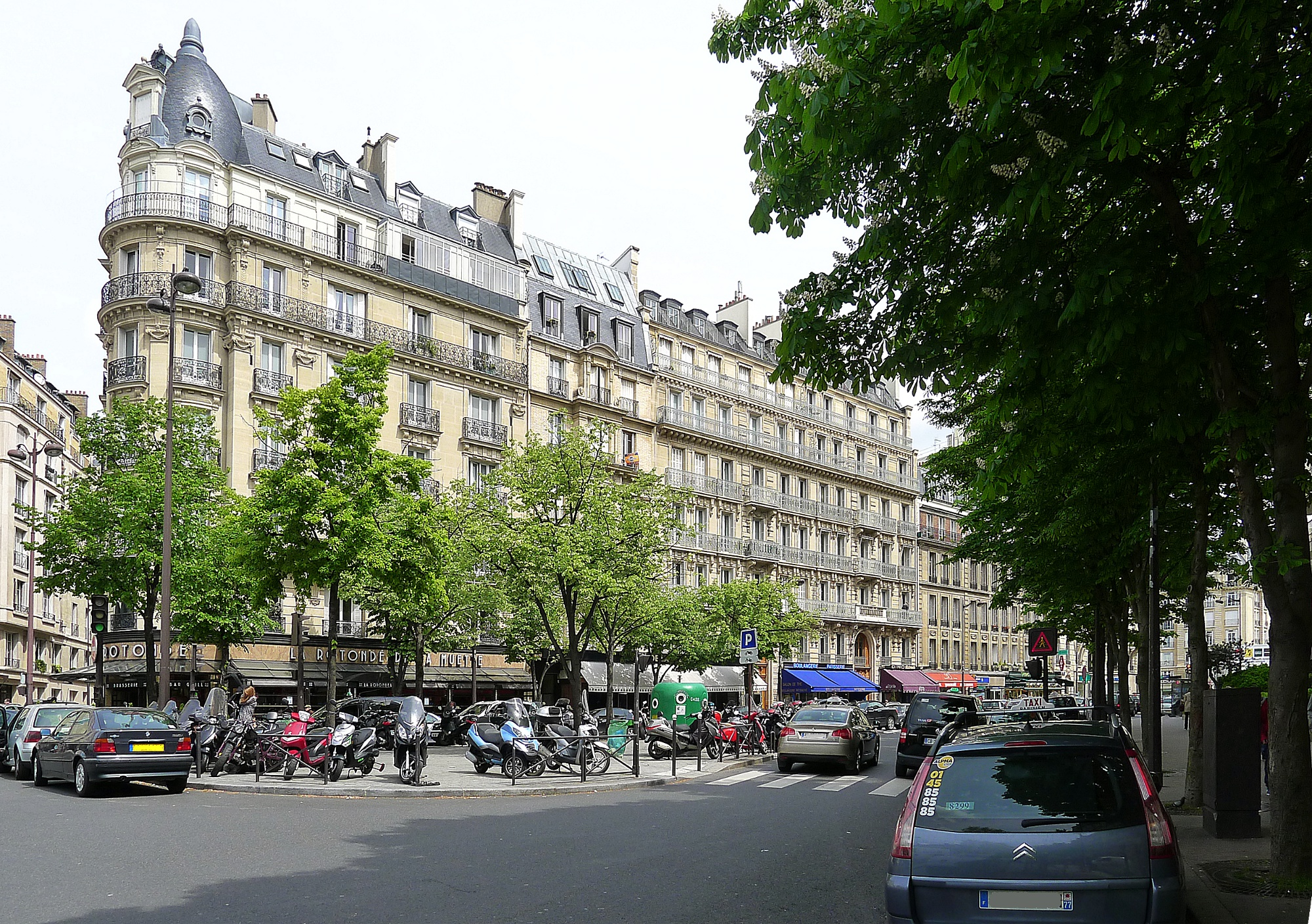
Placette au milieu de la chaussée.
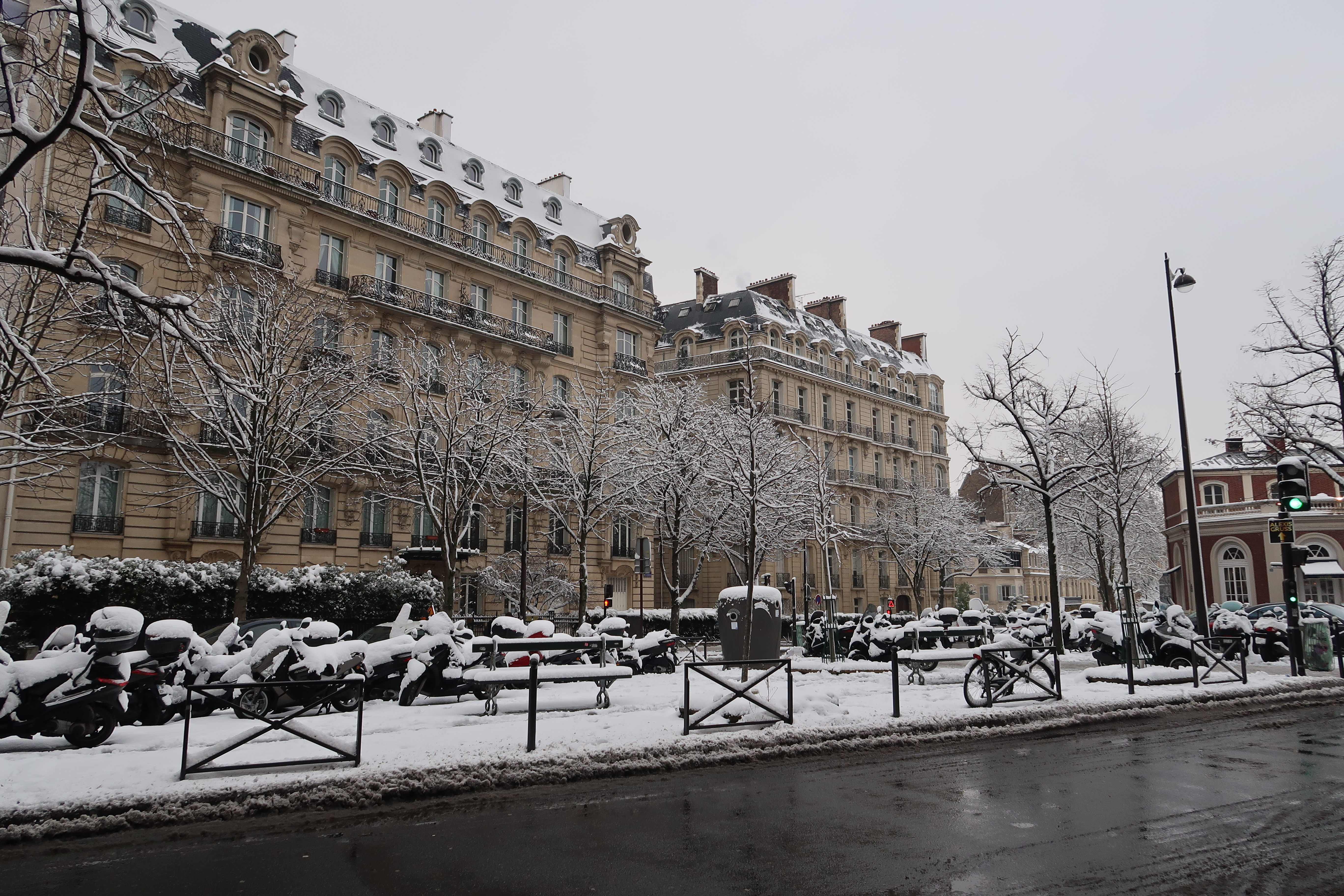
Chaussée sous la neige.
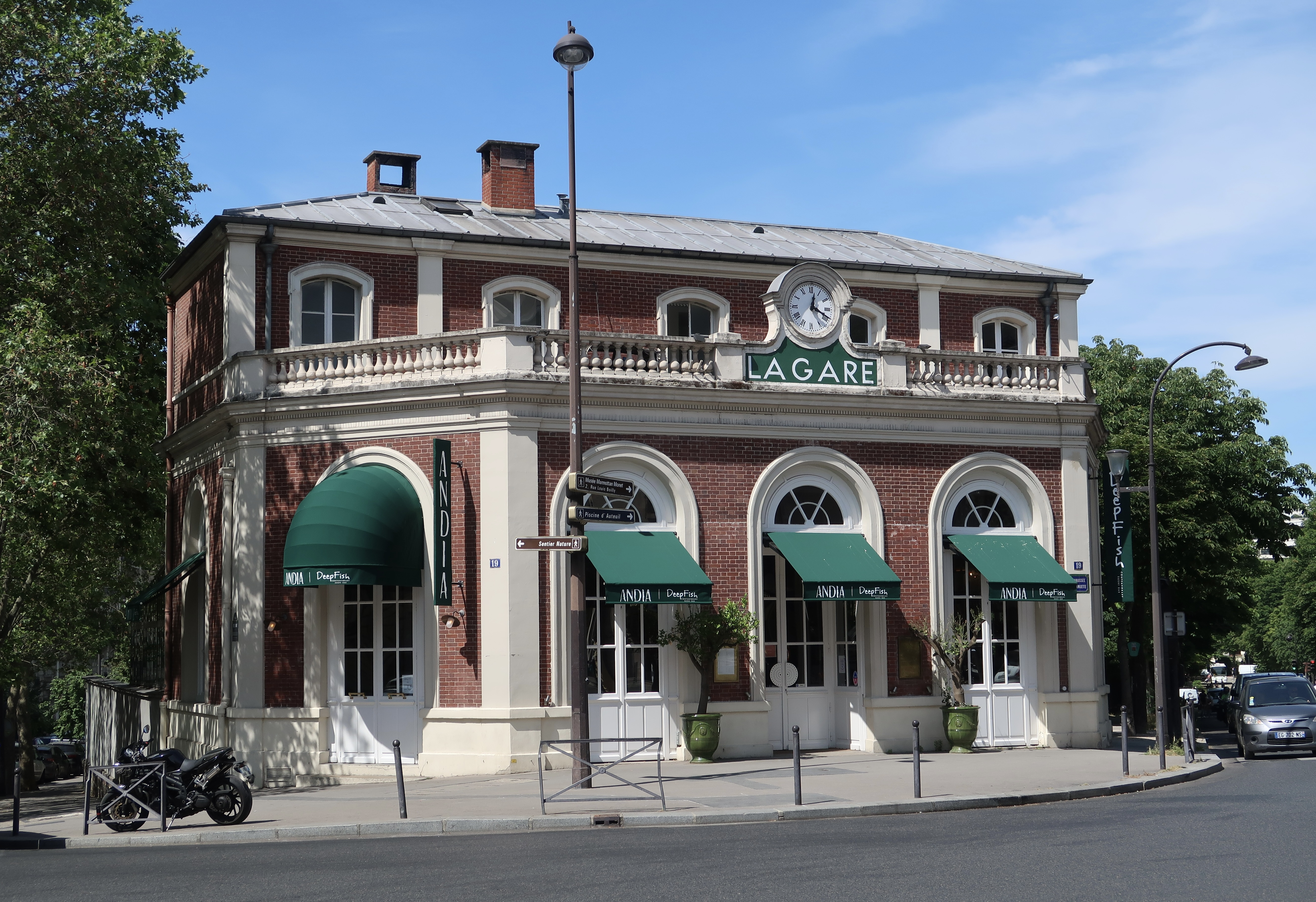
Ancienne gare de la Muette, aujourd'hui un restaurant.
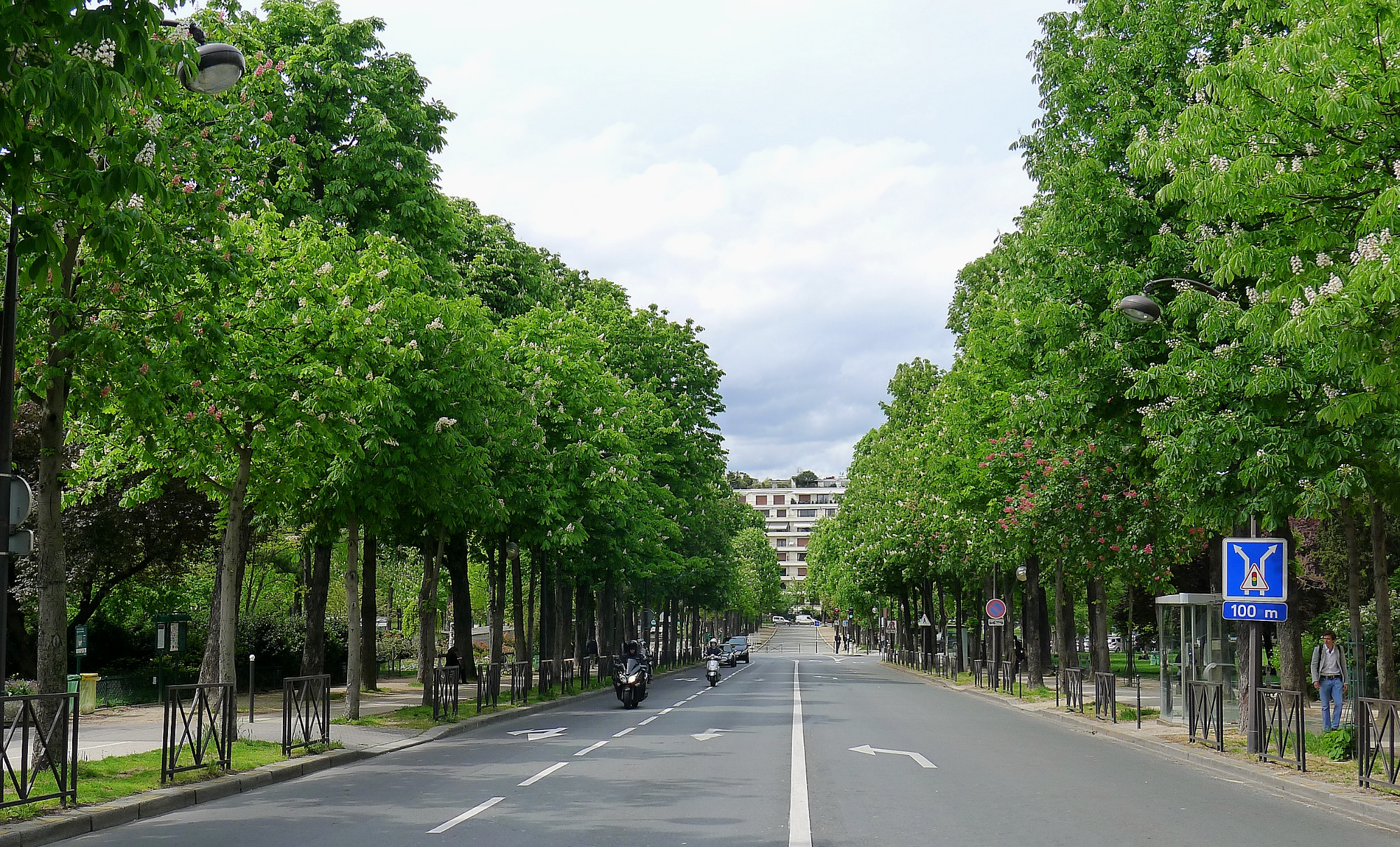
Partie de la chaussée bordée d'allées, au sein du jardin du Ranelagh.
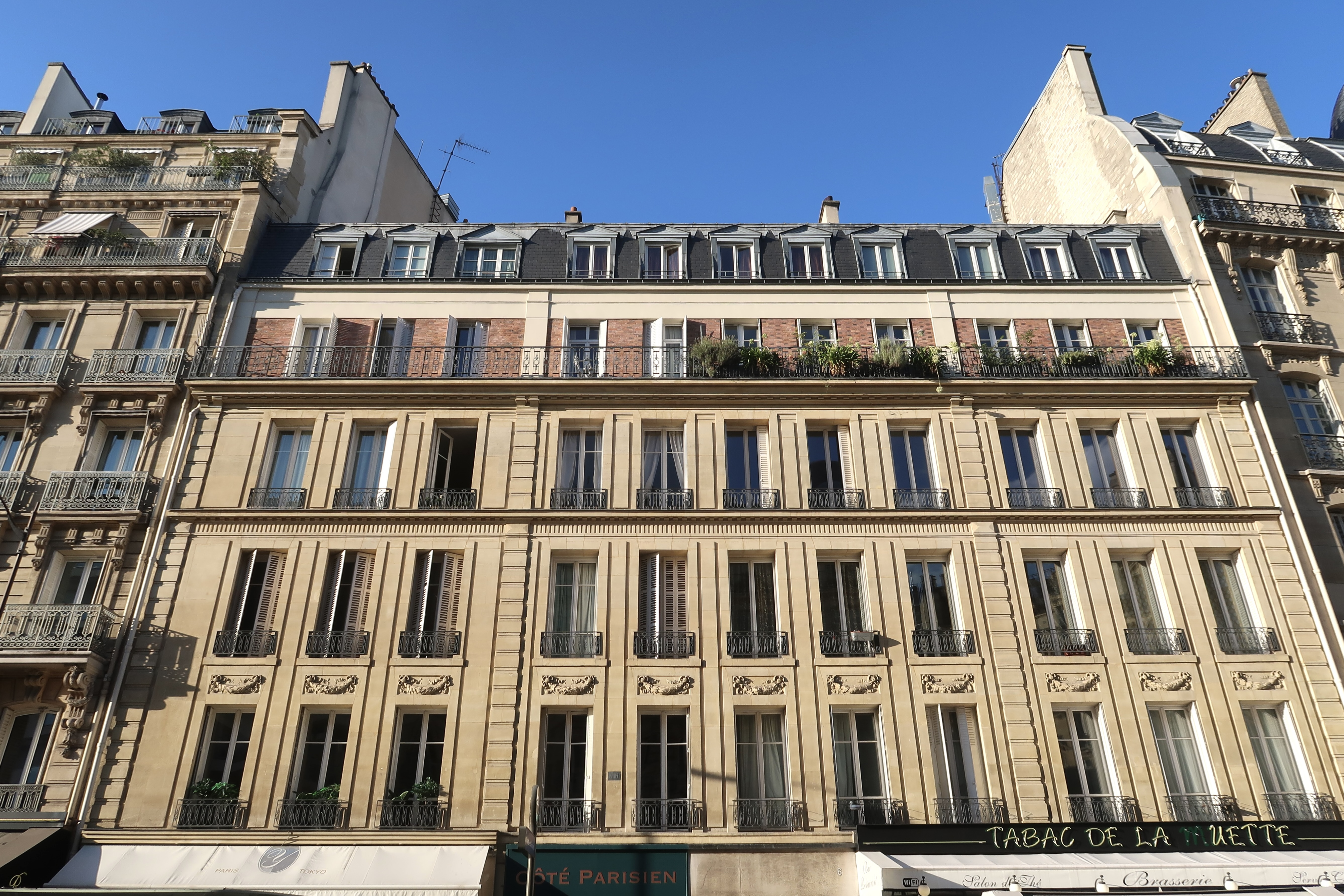
No 6.
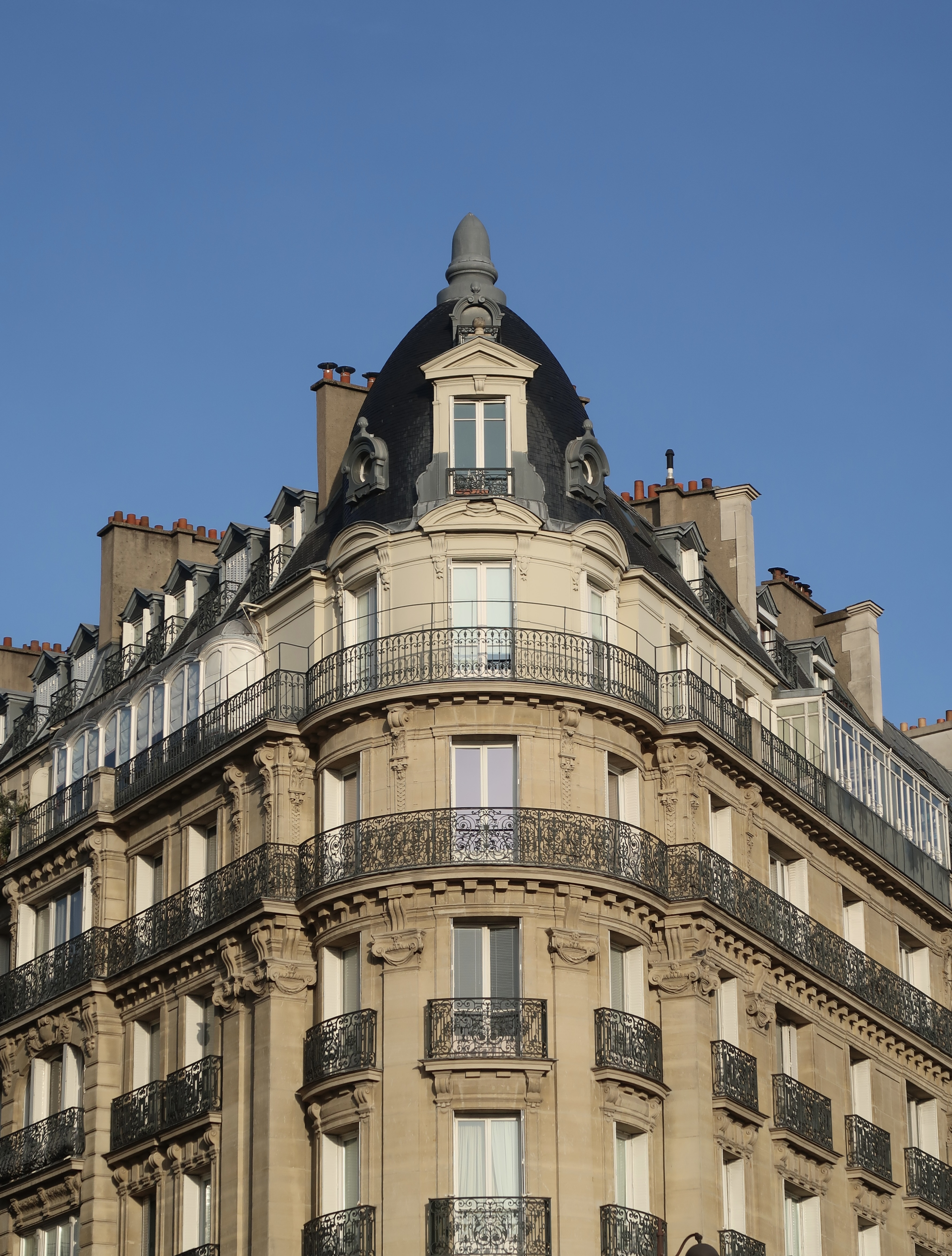
No 12.
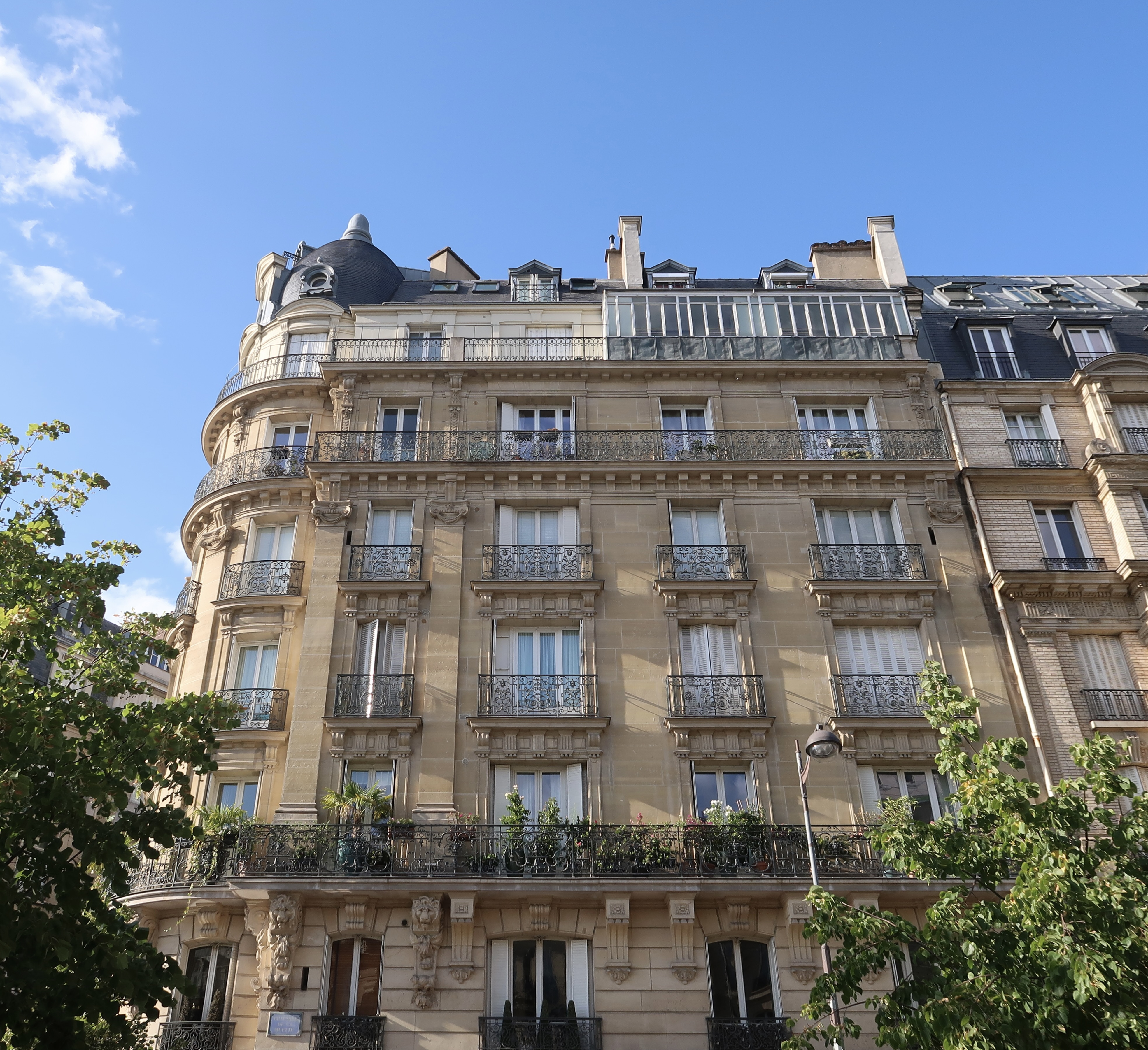
No 12.
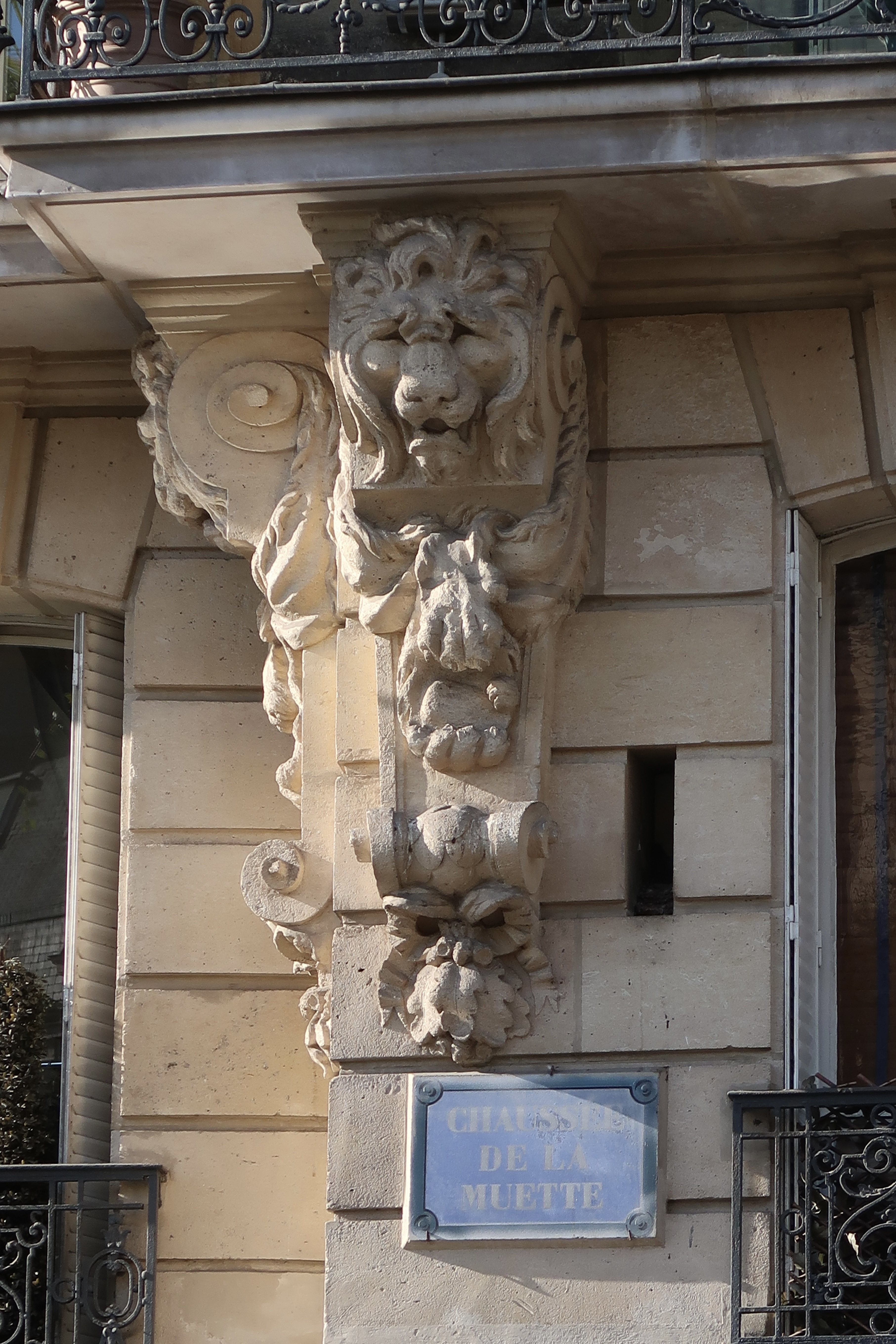
No 12 : plaque et relief de lion.
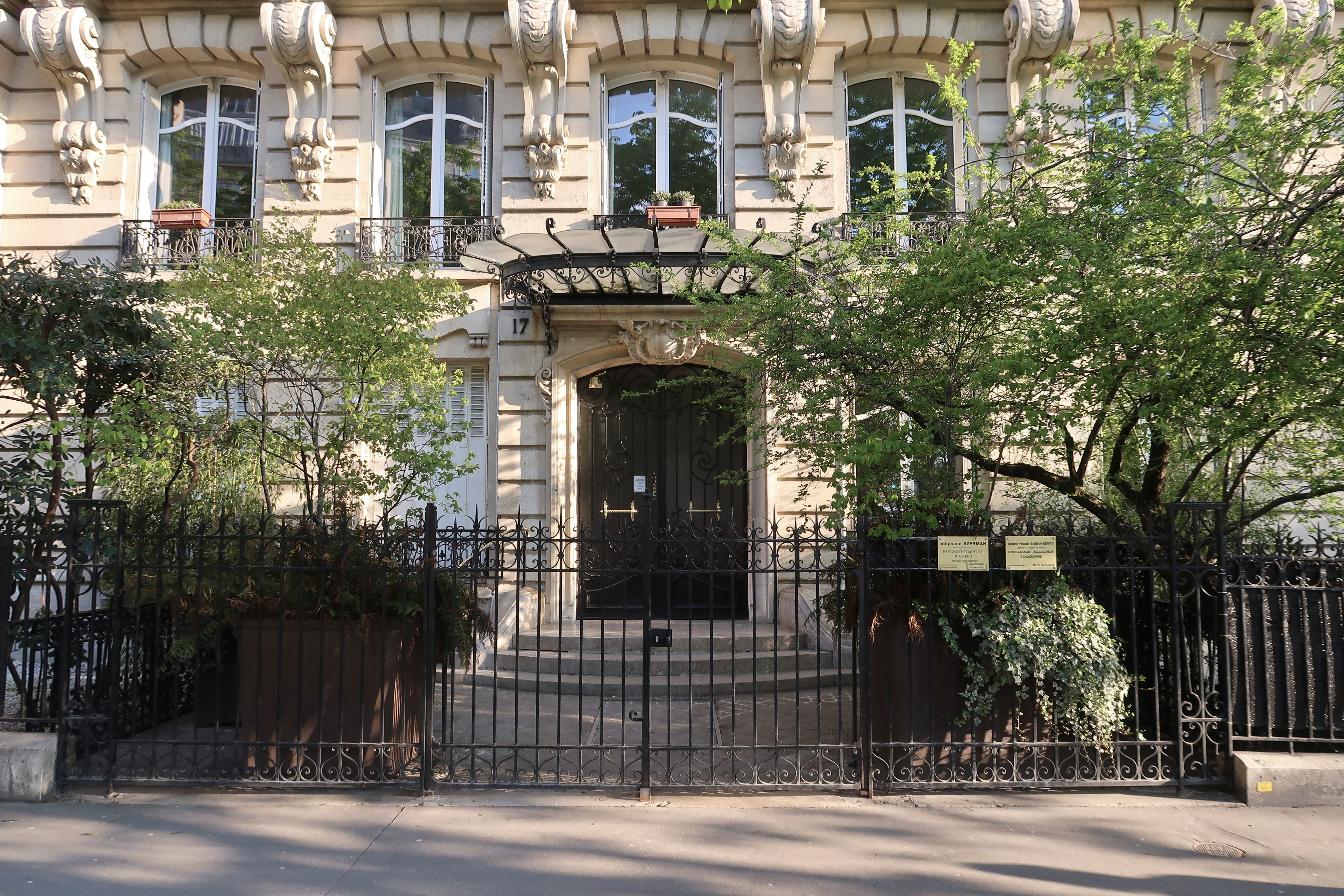
No 17.
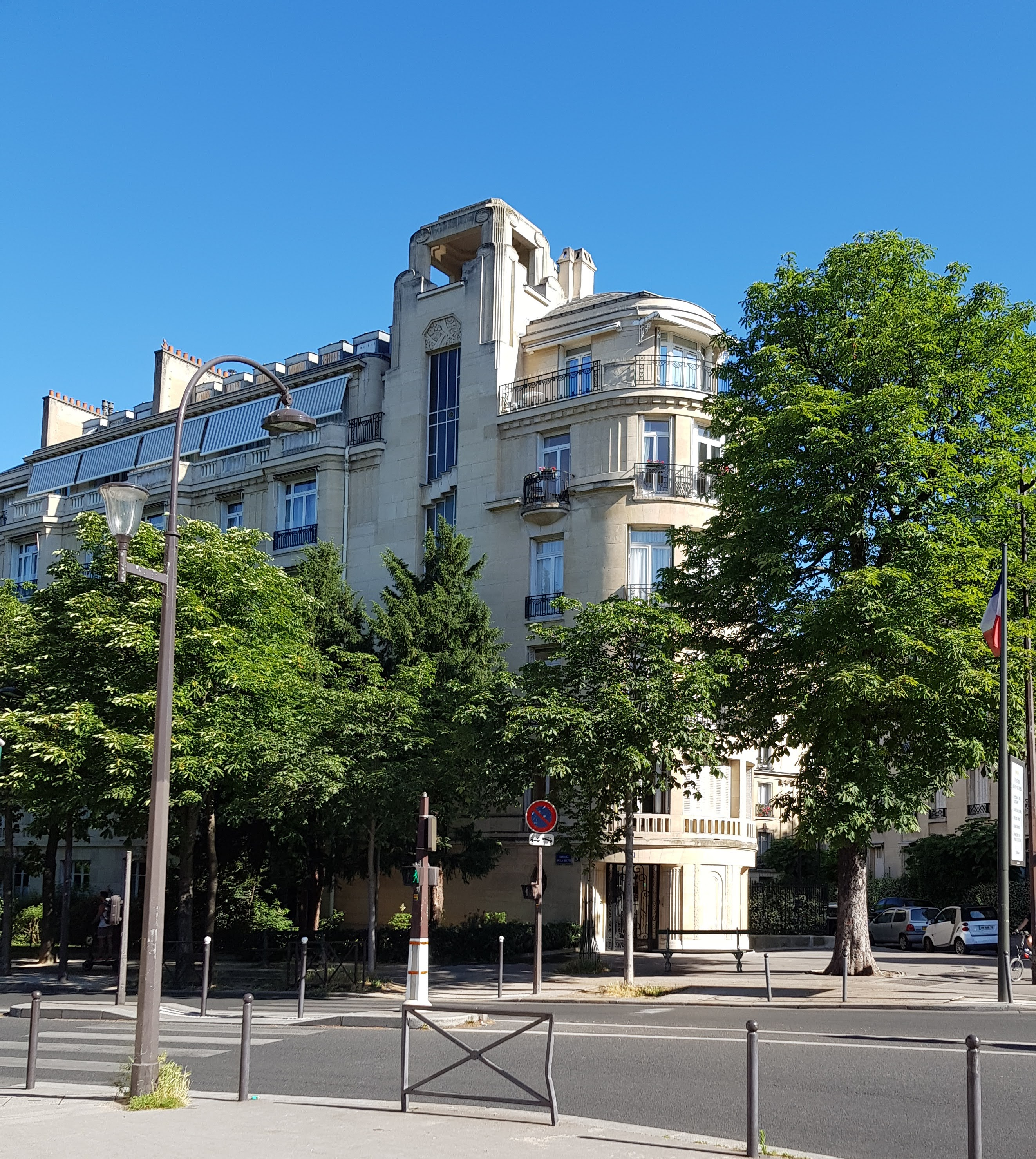
No 20.

## Dans la fiction
- Plusieurs scènes du court-métrage Les Veuves de quinze ans (1966) y sont tournées, près du kiosque à journaux de la sortie du métro.